# Шаллан-Сен-Віктор
Шаллан-Сен-Віктор (фр. Challand-Saint-Victor) — муніципалітет в Італії, у регіоні Валле-д'Аоста.
Шаллан-Сен-Віктор розташований на відстані близько 570 км на північний захід від Рима, 31 км на схід від Аости.
Населення — 583 особи (2014).
Щорічний фестиваль відбувається 30 вересня. Покровитель — Saint Victor de Soleure.

## Демографія
Населення за роками:

Станом на 1 січня 2023 року в муніципалітеті офіційно проживали 34 іноземці з 8 країн, серед них 25 громадян країн Євросоюзу.

## Сусідні муніципалітети
- Арна
- Шаллан-Сент-Ансельм
- Емарез
- Іссім
- Монжове
- Веррес